# Ролан Жофе
Ролан Жофе (на френски: Roland Joffé) е филмов режисьор от англо-френски произход, роден през 1945 година.
Започвайки кариерата си в телевизията през 1970-те години, Жофе придобива световна известност в средата на 1980-те с превърналите се в класически произведения „Полетата на смъртта“ (1984) със Сам Уотърстън и Джон Малкович и „Мисията“ (1986) с Джеръми Айрънс и Робърт Де Ниро, получавайки и за двата филма номинации за награди „Оскар“ и „Златен глобус“ в категорията за най-добър режисьор, а „Мисията“ донася най-високото отличие „Златна палма“ на кинофестивала в Кан.

## Биография

### Младежки години
Ролан Жофе е роден на 17 ноември 1945 г. в столицата на Великобритания – Лондон. Образованието си получава във френския лицей „Шарл дьо Гол“ в Лондон и колежа „Carmel“ в градчето Уолингфорд, графство Оксфордшър, след което постъпва в Манчестърския университет, където изучава английски и драма. Там се заражда интересът му към театъра. След дипломирането си през 1973 г. Жофе постъпва като стажант режисьор в британския телевизионен канал Гранада. В продължение на няколко години той режисира отделни епизоди от телевизионни сериали, както и телевизионни пълнометражни филми, преди блестящия му дебют на големия екран през 1984 година с „Полетата на смъртта“, който му носи номинация за Оскар за най-добър режисьор.

## Избрана филмография
| година | филм                | оригинално заглавие    | бележки |
| ------ | ------------------- | ---------------------- | --- |
| 1984   | Полетата на смъртта | The Killing Fields     | номинация за „Оскар“ за режисура номинация за „Златен глобус“ за режисура                                        |
| 1986   | Мисията             | The Mission            | номинация за „Оскар“ за режисура номинация за „Златен глобус“ за режисура номинация за награда БАФТА за режисура |
| 1989   | Дебелак и момче     | Fat Man and Little Boy | |
| 1992   | Град на веселие     | City of Joy            | |
| 1995   | Алената буква       | The Scarlet Letter     | |
| 1998   | Сбогом любовнико    | Goodbye Lover          | |
| 2000   | Вател               | Vatel                  | |